# Deux de couple féminin aux Jeux olympiques d'été de 2016
Navigation
Londres 2012 Tokyo 2020
L'épreuve féminine de deux de couple des Jeux olympiques d'été 2016 de Rio de Janeiro a lieu sur le Lagoa Rodrigo de Freitas du 6 au 11 août 2016.

## Résultats

### Séries
Les trois premières de chaque série se qualifient pour les demi-finales, les autres disputent un repêchage.

#### Série 1
| Rang | Rameuse                                    | Pays            | Temps   | Notes |
| ---- | ------------------------------------------ | --------------- | ------- | ----- |
| 1    | Donata Vištartaitė Milda Valčiukaitė       | Lituanie        | 7:04.82 | Q     |
| 2    | Victoria Thornley Katherine Grainger       | Grande-Bretagne | 7:05.32 | Q     |
| 3    | Hélène Lefebvre Elodie Ravera-Scaramozzino | France          | 7:05.65 | Q     |
| 4    | Marie-Cathérine Arnold Mareike Adams       | Allemagne       | 7:13.49 |       |
| 5    | Lisbet Jakobsen Nina Hollensen             | Danemark        | 7:18.92 |       |

#### Série 2
| Rang | Rameuse                                     | Pays        | Temps   | Notes |
| ---- | ------------------------------------------- | ----------- | ------- | ----- |
| 1    | Magdalena Fularczyk-Kozłowska Natalia Madaj | Pologne     | 7:16.16 | Q     |
| 2    | Lü Yang Zhu Weiwei                          | Chine       | 7:25.19 | Q     |
| 3    | Yuliya Bichyk Tatsiana Kukhta               | Biélorussie | 7:27.22 | Q     |
| 4    | Meghan O'Leary Ellen Tomek                  | États-Unis  | 7:46.92 |       |

#### Série 3
| Rang | Rameuse                                | Pays               | Temps   | Notes |
| ---- | -------------------------------------- | ------------------ | ------- | ----- |
| 1    | Eve MacFarlane Zoe Stevenson           | Nouvelle-Zélande   | 7:14.31 | Q     |
| 2    | Sally Kehoe Genevieve Horton           | Australie          | 7:17.34 | Q     |
| 3    | Aikaterini Nikolaidou Sofia Asoumanaki | Grèce              | 7:20.64 | Q     |
| 4    | Kristýna Fleissnerová Lenka Antošová   | République tchèque | 7:35.85 |       |

### Repêchage
Les trois premières se qualifient pour les demi-finales.
| Rang | Rameuse                              | Pays               | Temps   | Notes |
| ---- | ------------------------------------ | ------------------ | ------- | ----- |
| 1    | Marie-Cathérine Arnold Mareike Adams | Allemagne          | 7:00.54 | Q     |
| 2    | Meghan O'Leary Ellen Tomek           | États-Unis         | 7:00.60 | Q     |
| 3    | Kristýna Fleissnerová Lenka Antošová | République tchèque | 7:03.68 | Q     |
| 4    | Lisbet Jakobsen Nina Hollensen       | Danemark           | 7:04.35 |       |

### Demi-finales

#### Série 1
| Rang | Rameuse                                | Pays             | Temps   | Notes |
| ---- | -------------------------------------- | ---------------- | ------- | ----- |
| 1    | Aikaterini Nikolaidou Sofia Asoumanaki | Grèce            | 6:51.99 | Q     |
| 2    | Donata Vištartaitė Milda Valčiukaitė   | Lituanie         | 6:52.46 | Q     |
| 3    | Meghan O'Leary Ellen Tomek             | États-Unis       | 6:52.92 | Q     |
| 4    | Eve MacFarlane Zoe Stevenson           | Nouvelle-Zélande | 6:52.97 |       |
| 5    | Marie-Cathérine Arnold Mareike Adams   | Allemagne        | 6:58.70 |       |
| 6    | Lü Yang Zhu Weiwei                     | Chine            | 7:05.31 |       |

#### Série 2
| Rang | Rameuse                                     | Pays               | Temps   | Notes |
| ---- | ------------------------------------------- | ------------------ | ------- | ----- |
| 1    | Magdalena Fularczyk-Kozłowska Natalia Madaj | Pologne            | 6:50.63 | Q     |
| 2    | Victoria Thornley Katherine Grainger        | Grande-Bretagne    | 6:52.47 | Q     |
| 3    | Hélène Lefebvre Elodie Ravera-Scaramozzino  | France             | 6:54.34 | Q     |
| 4    | Sally Kehoe Genevieve Horton                | Australie          | 6:55.37 |       |
| 5    | Yuliya Bichyk Tatsiana Kukhta               | Biélorussie        | 6:57.64 |       |
| 6    | Kristýna Fleissnerová Lenka Antošová        | République tchèque | 7:03.79 |       |